# Lepidozaury
Lepidozaury (Lepidosauria) – klad diapsydów obejmujący ponad 7000 współczesnych gatunków należących do dwóch głównych grup – sfenodontów i łuskonośnych. Są one rozprzestrzenione na całym świecie i żyją w bardzo różnorodnych ekosystemach.
Termin Lepidosauria został ukuty w 1866 roku przez Ernsta Haeckla dla grupy odpowiadającej obecnie rozumianym łuskonośnym, jednak z jego późniejszych prac wynika, że hatterię uważał za formę blisko z nimi spokrewnioną. Alfred Romer używał tej nazwy dla grupy diapsydów niebędących archozaurami – taki takson byłby jednak parafiletyczny, a wiele taksonów uznawanych za lepidozaury później uznano za bazalne archozauromorfy. Według definicji filogenetycznej przedstawionej przez Jacques’a Gauthiera i współpracowników (1988) lepidozaury obejmują ostatniego wspólnego przodka hatterii i łuskonośnych oraz wszystkich jego potomków. Monofiletyzm tej grupy jest mocno wspierany przez analizy morfologiczne i nowsze analizy genetyczne.
Najstarsze skamieniałości lepidozaurów są znane z ladynu, sprzed około 240 mln lat. Dokładny czas powstania tego kladu nie jest znany – oszacowania przy wykorzystaniu zegara molekularnego wahają się od wczesnego permu (ok. 289 mln lat temu) do środkowego triasu (ok. 226 mln lat temu). W zapisie kopalnym z triasu dużo powszechniejsze są sfenodonty – jako jedynego znanego triasowego łuskonośnego opisano rodzaj Tikiguania, należący do grupy Iguania, jednak jego interpretacja jako triasowej jaszczurki jest kwestionowany – prawdopodobnie żyła ona w późnym kenozoiku.